# Николау, Димитрис
Димитрис Николау (греч. Δημήτρης Νικολάου; род. 13 августа 1998, Халкида) — греческий футболист, защитник клуба «Палермо» и сборной Греции. Игрок юношеских и молодёжных сборных Греции различных возрастов.

## Карьера
Андруцос является воспитанником Олимпиакоса. Тренироваться с главной командой начал в сезоне 2016/17. 29 января 2017 года дебютировал в греческом чемпионате в поединке против «Верии», выйдя в стартовом составе и проведя на поле весь матч. Всего в дебютном сезоне провёл 2 встречи.
В январе 2019 года Димитрис отправился в аренду в «Эмполи».
14 июля 2024 года Николау подписал 4-летний контракт с итальянским клубом «Палермо».

## Достижения
- Чемпион Греции: 2016/17